# II Юлиев Альпийский легион
II Альпийский Юлиев легион (лат. Legio II Iulia Alpina) — один из легионов поздней Римской империи.
Легион был основан, вероятно, императором Константом. Своё имя он получил, как кажется, от названия Юлийских Альп, где был создан и/или находился изначально, или от номена Константа «Юлий». II Альпийский Юлиев легион был, очевидно, первоначально размещен с I Альпийским Юлиевым и III Альпийским Юлиевым в провинции Коттские Альпы. Позже он был переведен в Иллирию.
Предположительно, в связи с варварскими нашествиями в начале V века II Альпийский Юлиев легион, бывший лимитаном (пограничная армия), стал псевдокомитатом и включен в состав иллирийской полевой армии под командованием комита Иллирика.